# Ka-22 (航空機)
Ka-22
- 用途：輸送複合ヘリコプター
- 設計者：（Vladimir Barshevsky）
- 製造者：カモフ
- 初飛行：1959年8月15日
- 生産数：4機
- 運用状況：試作のみ

カモフ Ka-22（Vintokryl）（キリル:Камов Ка-22 Винтокрыл）（NATOコードネーム：フープ、"Hoop"）は、ソ連空軍向けにカモフにより開発された回転翼機（複合ヘリコプター）である。この実験的な固定翼付き回転翼輸送機は、垂直離着陸できるヘリコプターと巡航飛行時には固定翼機としての能力を併せ持っていた。Ka-22の搭載量は大きく、アントノフ An-12と比肩しうる大きさの貨物を運ぶことが出来た。高度と速度でこのクラスの8つの世界記録を樹立したが、この記録はどれも現在でも破られていない。

## 設計
Ka-22は固定翼機の主翼先端の上面にローターを備え、各翼の先端に着いたエンジンで牽引式の4枚ブレードのプロペラとミル Mi-4から派生した直径のより大きなローターの双方を駆動した。試作機は当初5,900shpを発生する TV-2VKエンジンを装着していたが後に5,500shpを発生する D-25VKエンジンに換装された。胴体はガラス張りの機首の上に3座のコックピットがあり主貨物室は80席か16.5トンの貨物を搭載できるほど大きく、かさ張る貨物を搭載するために機首全体が右側に開いた。ヘリコプター飛行の時にはプロペラの駆動力は解除されフラップは90度下げ位置にされた。固定翼機飛行状態の時にはローターは自由回転に任され、飛行の制御はエルロンと尾翼で行った。2重車輪の降着装置は固定式であった。

## 開発
ヘリコプターの有効航続距離を伸ばすためにカモフ設計局の（Vladimir Barshevsky）技師はヘリコプターに翼と固定翼機の推進システムを取り付けるという設計を行った。1954年に提案が承認され3機のKa-22が製造されることになったが、開発プログラムは遅延し1956年3月28日に試作2号機と3号機はキャンセルされた。Ka-22は1959年6月17日に初めて浮上し、1959年8月15日に初の自由飛行を行った。深刻な操縦性の困難さが発見され問題が解決されるまで発注は延期された。1960年7月に3機のKa-22の製造命令が出た。

## 運用の歴史
その短い運用期間の間に（D.K. Yefremov）と（V.V. Gromov）により操縦されたKa-22は8つの世界記録を樹立した。1961年10月7日に車輪の覆いとコックピット後ろに整形覆いを取り付けたKa-22が356.3km/hのクラススピード記録を、その後で車輪の覆いとコックピット後ろの整形覆いを取り外して1961年11月24日に16,485kgのペイロードを2,557mの高度まで持ち上げた。
1962年8月28日に受け入れテストのためにモスクワへの飛行の中継地で、Ka-22 0I-01号機は左に傾き横転大破し搭乗員全員が死亡した。事故原因はローターのリンケージ部で発見され、更なる検査の結果残りの3機の内2機に同様の欠陥が見つかった。その後、安定性と操縦性の改善のために複雑な差動自動操縦装置が取り付けられた。この装置は姿勢と角加速度を感知して操縦系統に伝達するものであった。
1964年8月12日にソ連空軍内でテスト中のOI-03号機が墜落した。この機体は意図しない右旋回に入り、立て直そうと努力している間に急降下に入った。機体を放棄する命令が出され3人の搭乗員が命拾いしたが、操縦士の（S.G.Brovtsev）大佐と機関士の（A.F.Rogov）が命を落とした。
この事故の後、既にミル Mi-6が大型ヘリコプターとして実用化されていたこともありKa-22の開発プロジェクトは最終的に放棄された。結局2機の残存機の0I-02号機と 0I-04号機はスクラップにされた。
ある種オートジャイロである種ヘリコプターであるKa-22は、冷戦期間中に1961年7月9日の航空記念日にモスクワで唯一1回だけ西側に公開された。

## 運用
ソ連
ソ連空軍

## 要目
- 乗員：5名
- 搭載量：16,500kg

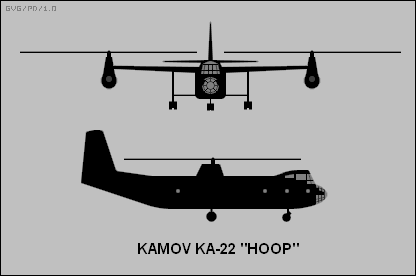
Kamov Ka-22

- 全長：27 m (102 ft 10 in)
- 全高：2.8 m (10 ft 8 in) (inside cargo hold)
- 主ローター直径：22.5 m (85 ft 9 in)
- 全備重量：32,000 kg
- エンジン：2 × ソロヴィヨーフ D-25VK ターボシャフト エンジン、4045 kW (5,500 hp)
- 最高速度：350 km/h (220 mph)
- 航続距離：450 km (280 miles)
- 巡航高度：5,500 m (21,000 ft)
- 上昇率：4 m/s (13 ft/s)